# Nitidoguina giluweensis
Nitidoguina giluweensis är en insektsart som beskrevs av Young 1986. Nitidoguina giluweensis ingår i släktet Nitidoguina och familjen dvärgstritar. Inga underarter finns listade i Catalogue of Life.